# Une source vipérine
Pour plus de détails, voir Fiche technique et Distribution.
Une source vipérine (Змеиный источник, Zmeïnyy istotchnik) est un film russe réalisé par Nikolaï Lebedev, sorti en 1997,.

## Synopsis
L'action se passe à la fin des années 1990. Dina Sergueïevna, jeune étudiante de la faculté de biologie de l'université pédagogique, se rend en stage dans une école correctionnelle d'une ville de province, afin de rencontrer son amoureux, Alexeï, docteur à la clinique locale. Ils se promènent le soir dans le parc de la ville près de la plage; mais il apparaît que le jeune homme est déjà marié à la très jeune Zinotchka, la fille d'une enseignante de l'école, Mariana Pavlovna. De plus Zinotchka est enceinte d'Alexeï. Cette nouvelle bouleverse Dina qui décide d'aller se baigner dans le réservoir d'eau de la ville, pour se changer les idées.
C'est alors qu'elle découvre le corps mutilé d'une jeune fille qui visiblement a été tuée par strangulation. Alertés par ses cris, des gens accourent et elle est immédiatement soupçonnée d'être à l'origine du crime. La police la considère comme la personne suspecte principale. L'enquêteur Piotr Matioukhine la presse pour qu'elle avoue, car toutes les preuves sont contre elle; l'on découvre même des photos où Dina se trouve à côté de la défunte dans un restaurant de la plage juste avant le crime. Mais il semble que ces photographies ne correspondent pas à la réalité.
Le photographe professionnel Andreï qui est supposé être à l'origine de ces clichés déclare qu'il ne se souvient pas de les avoir pris. Grâce à l'intervention de la directrice de l'école, Tamara Gueorguievna, Dina retourne finalement à sa vie normale et rentre travailler; mais l'enquêteur la garde dans la liste des suspects...Tamara Gueorguievna, qui est une femme jouissant d'une grande autorité dans cette ville,  fait tout en son possible pour changer le cours de l'enquête. Elle est aidée en cela par Andron Balachov, son secrétaire, ancien élève brillant de cette école.
En même temps, d'autres meurtres de jeunes filles ont lieu dans cette ville où sévit certainement un meurtrier en série. Les habitants sont persuadés que Dina trempe dans ces meurtres; même Mariana Pavlovna - qui lui loue une chambre - est prête à la renvoyer. Dina décide de mener sa propre enquête aidée de Zinotchka et du photographe Andreï. Ils découvrent des détails étranges comme la conduite d'Alex, l'amant ivrogne de Tamara Gueorguievna...

## Distribution
- Sergueï Makhovikov : Alexeï Grigorievitch, médecin à la clinique locale
- Ekaterina Gousseva : Dina Sergueïevna
- Olga Ostrooumova : Tamara Gueorguievna, directrice de l'école
- Evgueni Mironov : Andron Anatolievitch Balachov, secrétaire de l'école
- Dmitri Marianov : Andreï, photographe
- Lev Borissov : Semion Semionovitch
- Mikhaïl Filippov : Matioukhine, l'enquêteur de la police
- Ekaterina Voulitchenko : Zinotchka, la femme d'Alexeï
- Elena Anissimova : Mariana Pavlovna, la mère de Zinotchka

## Fiche technique
- Photographie : Sergueï Astakhov
- Musique : Mikhaïl Smirnov
- Montage : Alla Strelnikova